# Frank Kellogg
Frank Billings Kellogg (Potsdam, 22 dicembre 1856 – Saint Paul, 21 dicembre 1937) è stato un politico, diplomatico e giurista statunitense, noto per il cosiddetto Patto Briand-Kellogg, una reciproca rinuncia della guerra fra stati. Ottenne il premio Nobel per la pace per l'anno 1929, premio che gli fu però conferito solo nel 1930.

## Vita e opere

### La formazione gli anni da avvocato
Dopo essere nato a Potsdam, nello stato di New York, Kellogg visse l'infanzia in Minnesota, uno stato centro-settentrionale degli USA.
Ebbe una prima sommaria istruzione scolastica in una scuola statale. Poi si iscrisse all'università di Rochester (la terza città dello stato), alla facoltà di giurisprudenza. Mentre studiava, lavorava anche come contadino. Finì il college a 21 anni, nel 1877.
Il 3 maggio 1880 divenne Maestro massone nella Loggia Rochester n. 21 di Rochester.
Il suo primo incarico lavorativo fu come procuratore a Rochester (1878-1881); fu poi eletto procuratore della contea di Olmsted (di cui Rochester è capoluogo), dove rimase in carica dal 1882 al 1887. Al termine del mandato si trasferì a Saint Paul, dove lavorò per alcune delle maggiori industrie e banche locali.

### Carriera politica
Nel 1916 Kellogg fu eletto al Senato americano, dove formulò le sue idee contrarie al piano di creazione di un'unione popolare. Non si discostò da tali idee, sebbene avesse notevoli dubbi circa le modalità della loro realizzazione. Dal 1917 al 1923 fu senatore del Partito Repubblicano per il Minnesota e fece pressioni sul presidente Thomas Woodrow Wilson perché dichiarasse guerra alla Germania nel 1917.
Nel 1923 Kellogg lavorò come diplomatico in Sudamerica e in Gran Bretagna. Nel 1924 appoggiò l'applicazione dei piani Dawes e raggiunse un accordo in merito alla questione della Ruhr tra Germania e Francia, che culminò nell'occupazione della Ruhr.
Nel 1925 Kellogg divenne Segretario di Stato sotto il presidente Calvin Coolidge e mantenne la carica fino al 1929. Da tale posizione egli tentò di migliorare i rapporti col Messico; nei confronti della Cina seguì una politica di non ingerenza. Il governo del Kuomintang avrebbe tuttavia confermato le decisioni circa l'autonomia doganale ed i permessi doganali.

## Il patto Briand-Kellogg
Nel 1927 Kellogg propose al ministro degli esteri francese Aristide Briand un accordo franco-americano sulla considerazione della guerra come mezzo della politica internazionale. Il Patto Briand-Kellogg sarebbe stato sottoscritto e riconosciuto, in forma modificata, il 27 agosto 1928 da 15 stati.
Kellogg inserì in tale trattato un articolo riguardante il riarmo, che in quel periodo creava già preoccupazioni negli ambienti diplomatici internazionali.
Con la sottoscrizione del trattato gli stati si impegnavano alla rinuncia dell'impiego della guerra come mezzo politico ed erano esortati a cercare una soluzione pacifica.
Tra il 1928 ed il 1939 ben 63 Stati aderirono al Patto, che può essere definito come uno dei passi fondamentali verso la creazione del Diritto Internazionale Umanitario, che in seguito, con l'istituzione delle Nazioni Unite sarebbero state raccolte in uno statuto. I dettami pratici dell'accordo si dimostrarono tuttavia inadatti, e non poterono certo impedire né l'invasione della Manciuria da parte del Giappone nel 1931, né l'invasione dell'Etiopia da parte dell'Italia nel 1935 né la Seconda guerra mondiale.
Erano inoltre presenti nel patto sia la definizione di guerra offensiva sia la possibilità di sanzioni per quegli stati che lo avessero infranto.
Dal 1930 al 1935 Kellogg fu membro del Tribunale internazionale de L'Aia.
Morì nel 1937 a Saint Paul all'età di 81 anni.